# Zilus aterrimus
Zilus aterrimus – gatunek chrząszcza z rodziny biedronkowatych i podrodziny Coccinellinae.

## Taksonomia
Gatunek ten opisany został po raz pierwszy w 1895 roku przez George’a Henry’ego Horna na łamach „Transactions of the American Entomological Society” pod nazwą Scymnillus aterrimus. Jako miejsce typowe wskazano Oregon. W 1912 roku Frederick William Nunenmacher opisał Scymnillus cochisiensis, wskazując jako miejsce typowe Benson w hrabstwie Cochise. W 1945 roku Richard Eliot Blackwelder zsynonimizował Scymnillus z rodzajem Zilus. W 1985 roku Z. cochisiensis zsynonimizowany został z Z. aterrimus przez Roberta Gordona.

## Morfologia
Chrząszcz o podługowato-owalnym ciele długości od 1,25 do 1,6 mm i szerokości od 0,9 do 1,35 mm. Zarys ciała jest węższy niż u Z. subtropicus. Głowa jest owłosiona, rudobrązowa z żółtawobrązowymi narządami gębowymi i czułkami. Policzki zachodzą na oczy złożone. Czułki są bardzo krótkie, zbudowane z dziesięciu członów, z których trzy ostatnie formują zwartą buławkę. Ostatni człon głaszczków szczękowych jest siekierowaty. Przedplecze jest rudobrązowe, owłosione, na przedzie głęboko wykrojone, o wystających kątach przednio-bocznych i lekko rozpłaszczonych brzegach bocznych. Pokrywy są rudobrązowe, praktycznie nagie.  Odnóża są rudoobrązowe, zakończone pseudotrójczłonowymi stopami o pazurkach z zębem nasadowym. Spód ciała jest rudobrązowy. Samiec ma symetryczne genitalia. Samica cechuje się wąskim i wydłużonym infundibulum.

## Rozprzestrzenienie
Owad nearktyczny, w Stanach Zjednoczonych rozprzestrzeniony na zachodzie, od południowego Waszyngtonu na północy przez Oregon, zachodnie Idaho i Nevadę po Kalifornię i południową Arizonę.